# От изгореното село съм... (книга)
„От изгореното село съм...“ (на беларуски: Я з вожнай вескі...; на руски: Я из огненной деревни…) е документален сборник от мемоари за унищожаването на беларуски села от нацистите и за партизаните по време на Великата отечествена война, събрани и компилирани от беларуските писатели Алес Адамович, Владимир Колесник и Янка Брил.
В книгата са включени свидетелства само на онези хора, които лично са преживели трагедията от разрушаването на своето село и убийството на техни близки и съселяни. За да интервюират очевидци, писателите пътуват с магнетофон до 147 села в 35 региона на Беларус между 1970 и 1973 г. и записват спомените на повече от 300 преки участници в събитията. Поради цензура съставителите на сборника не са успели да включат голям брой неугодни на съветското ръководство свидетелства.
Книгата бележи началото на развитието на жанра на белоруската художествена и документална литература за войната, служи като тласък за режисьора Елем Климов при създаването на филма „Иди и виж“ и оказва дълбоко влияние върху мирогледа на Светлана Алексиевич.

## Издания, преводи и филмови адаптации
- Книгата е публикувана през 1975 г. на беларуски и е преиздадена на оригиналния език през 1978, 1983 и 2001 г.[5]
- През 1977 г. книгата е издадена на руски език в превод на Д. М. Ковальов[6] (преиздадена в Москва от издателство „Съветски писател“ през 1991 г.)[5]. Преведена е на много езици (английски, унгарски, полски,[7] украински и чешки; публикувани са фрагменти на румънски и словашки) и се превръща в литературен бестселър в Западна Европа.
- Въз основа на книгата и съвместен сценарий на Виктор Никифорович Дашук и Алес Адамович през 1975 – 1978 г. е заснет цикъл от документални филми „Аз съм от изгорено село“.[8][9]

### На български
- Алес Адамович, Янка Брил, Владимир Калесник. От изгореното село съм....   Москва, София, Прогрес, 1980. с. 462.

### Хартиено издание
| Барбарка                       |
| Мать и сын. Сын и мать         |
| Горит район                    |
| Я тоже из огненной...          |
| Тридцатый                      |
| Без детей                      |
| Мужчины                        |
| Свыше десяти                   |
| Две старости                   |
| Княжеводцы                     |
| Збышин                         |
| Великая Гарожа                 |
| Дитя бежит бороздою            |
| ...Тяжело мне было под землей  |
| Поцеловать последний раз...    |
| Акция, операция, экспедиция... |
| Зверь охотится на человека     |
| Чингисхан с телеграфами        |
| Селекция                       |
| Безысходное горе               |
| Новые дети                     |
| Не могу... Не умею...          |
| Копацевичи                     |
| Разлитье                       |
| Память                         |
| Хатынь и Хатыни                |
| Сноски                         |

### Аудио книга
| Съдържание                                        | Съдържание |
| Плоча 1                                           | Плоча 1    |
| ------------------------------------------------- | ---------- |
| Мария Федоровна Кот разказва историята (7:56)     |            |
| Михаил Андреевич Козел разказва историята (6:45)  |            |
| Плоча 2                                           |            |
| Нина Михайловна Князева разказва историята (5:22) |            |
| Пьотър Иванович Артемов разказва историята (3:33) |            |
| Алена Ивановна Булава разказва историята (2:00)   |            |